# Mayunga
 (septembre 2020).
Pour l’article homonyme, voir Max Mayunga.
Mayunga, de son nom civil Mayunga Nalimi, est un chanteur tanzanien. 
Il est lauréat du Airtel Trace Music Star 2015.
Il est surtout connu pour ses titres Nice couple et Please don’t go away en collaboration avec Akon,,,

## Biographie
Mayunga Nalimi est né en 1991 et rejoint l'industrie de la musique en 2010. En 2015,il remporte Airtel Trace Music Star. Après avoir remporté le concours, il a reçu le mentorat du rappeur sénégalo-américain Akon. Il a sorti son deuxième single Please Don't Go Away après avoir remporté le concours,,,,,,.

## Discographie
Singles
- Nice Couple
- Please don't go away, ft. Akon
- Nini shida
- Mazigizaga

## Distinction
- Lauréat Airtel Trace Music Star 2015[2]